# Ernst Barkmann
Ernst Barkmann (später Ernst Schmuck-Barkmann; * 25. August 1919 in Kisdorf/Holstein; † 27. Juni 2009 ebenda) war ein SS-Oberscharführer und Panzerkommandant der Waffen-SS im Zweiten Weltkrieg und von 1976 bis 1994 Bürgermeister von Kisdorf.

## Leben
Barkmann trat zum 1. September 1938 der NSDAP bei (Mitgliedsnummer 7.021.466). Zum 1. April 1939 meldete er sich freiwillig zur SS-Verfügungstruppe und kam zur Ausbildung in die SS-Standarte „Germania“ nach Hamburg. Mit der 9. Kompanie des III.SS-VT „Germania“ wurde Barkmann in die SS-Garnison Radolfzell verlegt. Als MG-Schütze nahm er in dieser Einheit 1939 am Überfall auf Polen teil. In der im Oktober 1939 gebildeten SS-Verfügungsdivision gehörte Barkmann zu den im Mai 1940 beim Angriff auf Frankreich beteiligten SS-Einheiten. Mit dem SS-Regiment „Germania“ nahm er in der neu aufgestellten SS-Division „Wiking“ ab 22. Juni 1941 am Angriff auf die Sowjetunion teil. Nach einer schweren Verwundung im Juli 1941 kam er Ende 1942 als Panzerkommandant zur 2. SS-Panzergrenadier-Division „Das Reich“ und nahm nach Einsätzen 1943 in Charkow und Kursk nach der alliierten Landung in Nordfrankreich von Juni bis August 1944 an Kämpfen bei Saint-Lô in der Normandie teil. Barkmanns Einheit kam außerdem im Winter 1944 im Rahmen der Ardennenoffensive zum Einsatz.
Seine Bekanntheit und propagandistisch genutzte Popularität verdankt Barkmann einem Gefecht am 27. Juli 1944 an der Straße von Saint-Lô nach Coutances. Es gelang ihm, mit seinem Panther sieben US-Panzer des CCB der 3rd US-Division abzuschießen. Die Art seiner Kampfführung bei diesem Gefecht wurde als „Barkmann-Falle“ bekannt. Der Ort des Gefechts ist im englischen Sprachraum als „Barkmann's Corner“ geläufig. Für diesen Einsatz wurde er am 27. August 1944 mit dem Ritterkreuz des Eisernen Kreuzes ausgezeichnet, zum 1. August 1944 war er zum Oberscharführer befördert worden.
Nach seiner Entlassung aus britischer Kriegsgefangenschaft wurde Barkmann Leiter der Freiwilligen Feuerwehr in Kisdorf und engagierte sich kommunalpolitisch zunächst als Parteimitglied der FDP, später der CDU. Er gehörte seit den 50er Jahren der sogenannten Ordensgemeinschaft der Ritterkreuzträger (OdR) an und nahm an deren Versammlungen teil. Von 1976 bis 1994 war er Bürgermeister von Kisdorf (Schleswig-Holstein). Von der Gemeinde zum „Ehrenbürgermeister“ ernannt, starb er 2009 in Kisdorf. Auf dem Familiengrabstein Schmuck-Barkmann in Kisdorf ist anstatt der üblichen genealogischen Zeichen für das Geburtsdatum (*) und, in gestürzter Form, für das Sterbedatum (†) die einschlägig konnotierte Elhaz-Rune zu sehen, die vor allem bei Gräbern von SS-Angehörigen Verwendung fand.